# ايسلين ديربيز
ايسلين ديربيز (بالإنجليزية: Aislinn Derbez)‏ هي ممثلة مكسيكية (مواليد 3 مارس 1987 مكسيكو سيتي) هي ابنة الممثل المكسيكي اوخينيو ديربيز والممثلة غابرييلا ميشيل. 

## روابط خارجية
- ايسلين ديربيز على موقع IMDb (الإنجليزية)
- ايسلين ديربيز على موقع قاعدة بيانات الفيلم (الإنجليزية)